# Liste der Straßen in Essen-Fischlaken
Die Liste der Straßen in Essen-Fischlaken beschreibt das Straßensystem im Essener Stadtteil Fischlaken mit den entsprechenden historischen Bezügen.

## Einführung und Überblick
In Essen-Fischlaken leben 5177 Einwohner (30. September 2022) auf einer Fläche von 9,17 km². Fischlaken hat die Postleitzahlenbezirke 45239 und 45257.
Im 8. Jahrhundert tauchte der Name Fischlaken zum ersten Mal auf. Als Theganbalds 796 den Alfgatinghof an den Werdener Klostergründer Liudger durch Schenkung übertrug, ist das Dorf augenscheinlich entstanden. Bis zur Säkularisation 1803 aufgrund des Reichsdeputationshauptschlusses gehörte Fischlaken der Reichsabtei Werden, welche dort Agrarflächen und Fischteiche unterhielt. Die Bewohner des kleinen Dorfes Fischlaken lebten zunächst von Land- und Forstwirtschaft, ehe 1578 der Steinkohleabbau auf der Zeche Richradt begann. Die dortige Zeche Pörtingsiepen ist von 1779 bis 1973 in Betrieb gewesen und gab zeitweise über 2000 Menschen Arbeit. Von industrieller Nutzung in großem Stil im ausgehenden 19. und beginnenden 20. Jahrhundert gibt es nur noch wenige Zeugnisse.
Fischlaken grenzt im Norden an den Baldeneysee und dort an die Stadtteile Bredeney und Heisingen. Die südöstliche Landgrenze zu Kupferdreh verläuft entlang des Moosbachs. Die südwestliche Stadtteilgrenze zu Heidhausen verläuft entlang der Straßen Hespertal, Hammer Straße, Heidhauser Straße und Velberter Straße. Die westliche Grenze zu Werden verläuft entlang der Straßen Weinberg, Hildegrimstraße, Zimmermannstraße, Vogtei bis zum Hardenbergufer und dann über den Baldeneysee.
In Fischlaken gibt es 49 benannte Verkehrsflächen, darunter kein Platz. Neun Straßen befinden sich nur teilweise im Stadtteil: nach Kupferdreh führen die Straßen Hammer Mark, Hammer Straße und Ludscheidtstraße, nach Velbert im Süden führt die Straße Hespertal, die Heidhauser Straße führt im Südwesten nach Heidhausen und nach Werden im Westen führen die Straßen Hardenbergufer, Markenstraße, Velberter Straße und Zimmermannstraße.
Durch den Stadtteil Fischlaken verläuft
- die Bundesstraße  auf Velberter Straße und Heidhauser Straße
- die Landesstraße L 438 auf der Straße Hespertal
- die Landesstraße L 439 auf der Hammer Straße
- der Baldeneysee
- die Hespertalbahn

## Liste der Straßen
Die nachfolgende Tabelle gibt eine Übersicht über die Straßen und Wege im Stadtteil mit entsprechenden Informationen.
- Name: aktuelle Bezeichnung der Straße.
- Länge/Maße in Metern:
 Die in der Übersicht enthaltenen Längenangaben sind gerundete Übersichtswerte, die in Google Earth mit dem dortigen Maßstab ermittelt wurden. Sie dienen Vergleichszwecken und werden, sofern amtliche Werte bekannt sind, ausgetauscht und gesondert gekennzeichnet. Der Zusatz „+“ bemerkt die Länge einer Straße in der Hauptlänge „+“ die abzweigenden Nebenstraßen.
 Bei Plätzen sind die Maße in der Form a × b angegeben.
 Der Zusatz (im Stadtteil) gibt an, dass die Länge die des Straßenabschnitts innerhalb des Stadtkerns ist, sofern die Straße in benachbarte Stadtteile weitergeführt wird.
- Herleitung: Ursprung oder Bezug des Namens
- Datum der Benennung: amtliche Erstbenennung
- Anmerkungen: zusätzliche Informationen
- Bild: Foto der Straße oder eines anliegenden Objekts

| Name              | Länge/Maße (in Metern) | Herleitung                                                                                                  | Datum der Benennung | Bemerkungen | Bild                                              |
| ----------------- | ---------------------- | --- | ------------------- | --- | ------------------------------------------------- |
| Alinenhöhe        | 165 + 40               | Zeche Aline                                                                                                 | 20. Nov. 1937       | Im Jahr 1852 war Rentner Joseph Rive aus Düsseldorf Repräsentant der Zeche Aline mit 14 Beschäftigten. Um 1895 bestand die Zeche aus 128 Kuxen und war im Besitz der "Jos. Rivesche Familienstiftung zu Dorsten". Die Alinenhöhe verläuft zwischen Aloisstraße und Scheppener Weg. |                                                   |
| Aloisstraße       | 205                    | Aloys Schaphaus (1874–1951), Bürgermeister                                                                  | 2. Juni 1922        | Die Aloisstraße liegt zwischen Am Lünink und Leanderbank und kreuzt die Alinenhöhe. |                                                   |
| Am Hohen Kreuz    | 415                    | Flurname | 15. Juli 1957       | Laut dem Heberegister von 1431 war Johan dey scholte to Portinghen van lande by hogen cruce der Küsterei des Klosters Werden abgabepflichtig. Der Feldweg verläuft zwischen Bernhardstraße und Fischlaker Höfe und kreuzt den Feldweg Am Schmalscheid. |                                                   |
| Am Lünink         | 490                    | Flurname | 20. Nov. 1937       | Die Straße verläuft von der Fischlaker Straße zum Scheppener Weg und führt darüber hinaus zum Bergfriedhof. |                                                   |
| Am Richrath       | 360                    | Zeche Richradt                                                                                              | 2. Juni 1922        | Die Zeche Richradt war eine Zeche in Essen-Fischlaken. Sie war eine der ältesten Zechen im Werdener Land (erste Erwähnung: 1578). Der Feldweg verläuft parallel zum Hesperbach zwischen Margrefstraße und Hammer Straße. |                                                   |
| Am Schmalscheid   | 1250 + 395             | Flurname | 2. Juni 1922        | Am Schmalscheid ist ein ausgedehnter Feldweg, der in Nord-Süd-Richtung von der Bernhardstraße zur Straße Fischlaker Höfe führt. |                                                   |
| Am Vogelherd      | 555                    | Flurname | 29. Juli 1929       | Die Siedlungsstraße verläuft in einer Schlaufe nordöstlich von Am Lünink. |                                                   |
| Auf'm Kahr        | 390                    | Flurname | 2. Juni 1922        | Die Straße liegt zwischen der Zimmermannstraße und dem Lürsweg und kreuzt den Viehauser Berg. Teile der Straße sind bereits auf der Honigmannkarte von 1806 verzeichnet, in der Nähe lag der Hof Schulte zu Wiesen. |                                                   |
| Augustaweg        | 70                     | Zeche Kaiserin Augunsta                                                                                     | 2. Juni 1922        | Der Augustaweg zweigt von der Hammer Straße ab und führt zum Feldweg Sellscheidt. |                                                   |
| Bernhardstraße    | 595                    | Bernhard II. (bürgerlich: Josef Lorenz Bierbaum) (1730–1798), Abt von Werden und Helmstedt                  | 2. Juni 1922        | Die Straße verläuft zwischen Zimmermannstraße und Fischlaker Straße. |                                                   |
| Dodelle           | 735                    | Flurname | 2. Juni 1922        | Diese schmale Straße führt vom Hardenbergufer im Norden zur Zimmermannstraße im Süden. Für die Straßenlänge ist ein 230 Meter langer Feldweg nicht eingerechnet. Die Straße führt vorbei an den Fluren „Das Benrat“, „Auf'm Kamp“, „Diefental“ und dem „Dodeller Wald“. |                                                   |
| Fischlaker Höfe   | 1320                   | Höfe in Fischlaken                                                                                          | 16. Dez. 1970       | An dem Weg lagen die Fischlaker Höfe Maas, Hüsgen, Kahmann, Pörting, Thanscheid, Kückelmann, Fueth und Niermann. Viele Gebäude in dieser Straße stehen unter Denkmalschutz. Die schmale Straße führt vom Hardenbergufer im Norden zur Fischlaker Straße im Süden und führt vorbei an der Fluren „Winstacker“, „Niermannsfeld“, „Auf'm Kämpchen“, „Stiftsberg“, „Oben im Feld“ und „Auf der Stiege“. In der Nähe des Pörtinghofes befindet sich der ehemalige Schacht Pörtingsiepen I.                                | Fischlaker Höfe                                   |
| Fischlaker Straße | 910                    | Hauptstraße in Fischlaken                                                                                   | 2. Juni 1922        | Die Straße verläuft von der Kreuzung Fischlaker Höfe und Maasstraße im Norden zur Heidhauser Straße im Süden, die an der Grenze zu Heidhausen liegt. Auf Höhe der Bernhardstraße befindet sich ein Standort der Theodor-Fliedner-Schule. |                                                   |
| Gülterberg        | 350                    | Flurname | 21. Okt. 1938       | Der Gülterberg verläuft bogenförmig zwischen Viehauser Berg und Kruselbeek und kreuzt die Straße Imkerei. |                                                   |
| Hammer Mark       | 670 (im Stadtteil)     | Flurname | 2. Juni 1922        | Die Straße Hammer Mark zweigt südlich von der Hammer Straße ab und verläuft parallel zum Bach „Selbeck“, einem Zufluss des Moosbachs. Im südlichen Verlauf zweigt ein Feldweg ab und die Straße Hammer Mark führt über den Moosbach nach Kupferdreh. |                                                   |
| Hammer Straße     | 1910 (im Stadtteil)    | Flurname | 2. Juni 1922        | Die Hammer Straße ist eine Hauptstraße in Fischlaken und verläuft in Ost-West-Richtung durch die Stadtteile Fischlaken, Heidhausen und Kupferdreh, vorbei am Naturschutzgebiet Hartlingsrücken und den Fluren „Das lange Stück“, „Untere Schleifmühle“, „Auf der Horst“ und „Hammer Mark“. | Hammer Straße 64                                  |
| Hardenbergufer    | 2850 (im Stadtteil)    | Karl August Fürst von Hardenberg (1750–1822), preußischer Staatsmann und reformer                           | 8. Mai 1933         | Das Hardenbergufer ist eine langgezogene, schmale Straße an der Südseite des Baldeneysees und verläuft durch die Stadtteile Werden, Fischlaken und Kupferdreh. Südöstlich von Haus Scheppen am Hesperbach ist das Hardenbeckufer nur noch als Fuß- und Feldweg ausgelegt und mündet als Verkehrsstraße in den Pörtingsiepen. Der nach Kupferdreh weiterführende Fußweg verläuft parallel zur Hespertalbahn vorbei an der Flur „Am Roland“.                                                                           |                                                   |
| Harnscheidts Höfe | 160                    | Höfe Unter- und Oberharnscheidt                                                                             | 2. Juni 1922        | Die Straße zweigt von Dodelle ab, verläuft parallel zum Hardenbergufer und führt zu den Höfen Unter- und Oberharnscheidt, die bereits am 29. November 841 in einer Schenkungsurkunde erwähnt sind. Vor Errichtung des Baldeneysees in den 1930er Jahren erstreckten sich die Wiesen der Höfe noch etwa 100 Meter weiter nördlich bis zum damaligen Leinpfad an der Ruhr. |                                                   |
| Heidhauser Straße | 400 (im Stadtteil)     | Hauptstraße der Honnschaft Heidhausen                                                                       | 2. Juni 1922        | Die Heidhauser Straße verläuft in Fischlaken entlang der Grenze zu Heidhausen, wo sie nach der Kreuzung zur Fischlaker Straße auch weiterführt. |                                                   |
| Hespertal         | 1725 (im Stadtteil)    | Hesperbach                                                                                                  | 20. Nov. 1937       | Die Straße Hespertal verläuft von der Hammer Straße im Norden parallel zum Hesperbach an der Stadtteilgrenze zu Heidhausen und verläuft im Süden über ein kurzes Stück durch Kupferdreh, bevor die Straße nach Velbert weiterläuft. Entlang der Straße liegen die Höfe Unter-, Mittel- und Oberhesper. |                                                   |
| Imkerei           | 155                    | Imkerei des Hauptlehrers Wulff der evangelischen Volksschule Fischlaken                                     | 21. Okt. 1938       | Die Siedlungsstraße verläuft zwischen Gülterberg und Kruselbeek. |                                                   |
| Kaarmannweg       | 210                    | Peter Kaarmann, erster Lehrer der Schule am Stüfken 1782                                                    | 21. Nov. 1968       | Kaarmann war Perdeknecht mit Kenntnissen in Lesen, Schreiben und Rechnen und wurde in der von Abt Bernhard eingerichteten Schule Lehrer von 1782 bis 1790. Der Kaarmannweg zweigt nordwestlich vom Lürsweg ab und endet als Sackgasse in der Siedlung. Ein Fußweg verbindet die Kaarmannstraße mit dem Kimmeskampweg. |                                                   |
| Kimmeskampweg     | 400                    | Flurname | 27. Nov. 1933       | Parallel zur Heidhauser Straße verläuft der Kimmeskampweg zwischen Wintgenstraße und Fischlaker Straße. |                                                   |
| Kleinharnscheidt  | 230                    | Flurname | 2. Juni 1922        | Die Straße zweigt östlich von der Fischlaker Straße ab, verzweigt sich mehrmals in kleinen Nebenstraßen und endet als Sackgasse. |                                                   |
| Knappenstiege     | 235                    | Knappensiedlung                                                                                             | 2. Juni 1922        | Die Knappenstiege verläuft zwischen Lürsweg und Fischlaker Straße und kreuzt die Straße Stüfken. |                                                   |
| Kruselbeek        | 235                    | Flurname.                                                                                                   | 21. Okt. 1938       | Die Schreibweise ist über die Jahre unterschiedlich: Cruitzbeek, Crucelbeeck, Krusebeck oder Creutzbeck. Hierbei handelt es sich wohl um den Bach (Beek), der Am Hohen Kreuz (Kruse) entspringt. Die Straße verläuft zwischen Viehauser Berg und Wintgenstraße. |                                                   |
| Kückelmanns Busch | 340                    | Hof Krückelmann                                                                                             | 31. Juli 1952       | Die langgezogene Sackgasse zweigt nördlich von der Maasstraße ab. |                                                   |
| Kunkelsberg       | 340 + 50               | Flurname: Kückelsberg                                                                                       | 4. Juli 1951        | Die Straße Kunkelsberg verläuft in einer Schleife vom Scheppener Weg. Hier lag laut Honigmannkarte von 1806 der Hof Sonnenschein. |                                                   |
| Leanderbank       | 220                    | Stollen der Zeche Vereinigte Stöckgesbank & Dodelle                                                         | 20. Nov. 1937       | Die Leanderbank verläuft zwischen Fischlaker Straße und Scheppener Weg parallel zur Alinenhöhe. |                                                   |
| Ludscheidtstraße  | 1560 (im Stadtteil)    | Hofname | 2. Juni 1922        | Die Straße verläuft von der Hammer Straße im Norden parallel zur Straße Hespertal in den Stadtteil Kupferdreh. An der Kreuzung zur Hammer Straße liegt die Kirche Zur Schmerzhaften Mutter Maria. |                                                   |
| Lürshöhe          | 120                    | Ludgerus (Liudger), 742–809, Missionar, Gründer der Abtei Werden und Heilige; Lürs ist Mundart für Ludgerus | 15. Apr. 1969       | Die Straße verbindet den Lürsweg mit dem Viehauser Berg und liegt in der Nähe zur Stadtteilgrenze nach Werden. |                                                   |
| Lürsweg           | 1060                   | → Lürshöhe                                                                                                  | 2. Juni 1922        | Der Lürsweg zweigt nördlich vom Viehauser Berg in der Nähe zur Grenze nach Werden ab und verläuft in östlicher Richtung bis zur Fischlaker Straße. Am Lürsweg liegt die Filialkirche Christi Himmelfahrt der katholischen Propsteigemeinde St. Ludgerus. | Ehemalige Zeche Pörtingsiepen in Essen-Fischlaken |
| Maasstraße        | 990                    | Hofname | 2. Juni 1922        | Die Maasstraße verläuft von der Kreuzung Fischlaker Straße und Fischlaker Höfe im Westen bis zum Pörtingsiepen im Osten und führt am namensgebenden Maas-Hof vorbei. Der 1469 urkundlich erwähnte Hof ist seit 1822 in Familienbesitz und wurde in den 1970er Jahren vom Bauernhof zum Reitstall umstrukturiert. |                                                   |
| Margrefstraße     | 1900                   | Hofname | 2. Juni 1922        | Von der Kreuzung Pörtingsiepen und Maasstraße im Norden am Hesperbach verläuft die Straße in einem Bogen südlich bis zur Hammer Straße am Distelbach. An der Margrefstraße liegen die Fluren „Luthenberg“, „Auf'm Nocken“, „Am Kircklöh“ sowie die Höfe Mittelhammer, Fischer und Margref. Der namensgebende Margrefshof ist aktuell ein Gästehaus. |                                                   |
| Markenstraße      | 600 (im Stadtteil)     | Straße durch die Fischlaker Mark                                                                            | 2. Juni 1922        | Die Markenstraße zweigt nördlich von der Zimmermannstraße ab und schlängelt sich durch die Fischlaker Mark und Hitzblek zum Hardenbergufer. Die Straße ist in den meisten Straßenkarten eingezeichnet, dennoch fehlt sie in einigen Online-Kartendiensten. Ähnlich wie Dodelle ist die Markenstraße zum Großteil ein befestigter Feldweg, allerdings ohne angrenzende Bebauung, weswegen die Straße in der postalischen Adressierung keine Verwendung hat.                                                           |                                                   |
| Niermanns Weg     | 500                    | Hofname | 2. Juni 1922        | Der Feldweg führt vom Hardenbergufer am Niermannsfeld vorbei zur Straße Fischlaker Höfe. In der Nähe lagen im 19. Jahrhundert die Höfe Niermann, Fueth, Kückelmann und Pörting. |                                                   |
| Overhammshof      | 160                    | Hofname | 21. Jan. 1970       | Der Hof Overhamm war ein Gutshof, der im 12. Jahrhundert erstmals erwähnt wurde. Er liegt nördlich der Hammer Straße. Das südlich der Hammer Straße gelegene gleichnamige Gewerbegebiet Overhammshof wurde von 1967 bis 1990 vom Molkereibetrieb Kutel genutzt und diente zwischenzeitlich als Flüchtlingsheim, welches 2004 schließlich abgerissen wurde. Seit 2016 liegt hier eine neu errichtete Erstaufnahmeeinrichtung. Die Straße Overhammshof liegt südlich der Hammer Straße am Flurstück „Das lange Stück“. |                                                   |
| Pörtingsiepen     | 1800                   | Zeche Pörtingsiepen                                                                                         | 20. Nov. 1937       | Die Straße Pörtingsiepen zieht sich in nord-südlicher Richtung durch Fischlaken und beginnt am Hardenbergufer am Baldeneysee, kreuzt Maasstraße und Margrefstraße, verläuft dann in südlicher Richtung am Hesperbach entlang und endet an der Grenze zu Heidhausen in der Hammer Straße. | Ehemalige Zeche Pörtingsiepen in Essen-Fischlaken |
| Rebenranke        | 385                    | Flur Weinberg                                                                                               | 5. Aug. 1936        | Die Straße verbindet Lürsweg und Wintgenhof. Die Straße Rebstock zweigt von der Rebenranke ab. |                                                   |
| Rebstock          | 165                    | Flur Weinberg                                                                                               | 13. Juni 1966       | Die Straße zweigt von der Rebenranke ab und endet als Sackgasse an der Grenze zu Essen-Werden. |                                                   |
| Scheppener Weg    | 740 + 95               | Haus Scheppen                                                                                               | 2. Juni 1922        | Der Scheppener Weg verläuft von der Hammer Straße im Süden an der Grenze zu Heidhausen nördlich, kreuzt Am Lünink und endet als ausgebaute Verkehrsstraße am Kunkelsberg. Die Straße führt weiter nördlich als unbefestigter Feldweg bis zum Pörtingsiepen. Die 630 Meter Feldweg sind nicht in der Länge der Straße inbegriffen. |                                                   |
| Sellscheidt       | 730                    | Kotten | 2. Juni 1922        | Der Sellscheidt beginnt im Süden am Augustaweg und verläuft erst in nördlicher, dann in östlicher Richtung bis zur Hammer Straße. Zwischen Hammer Straße und Magrefstraße verläuft sie als Fußweg, der Rest vom Sellscheidt ist ein halb befestigter Feldweg, der teilweise Privatwegrechte besitzt. |                                                   |
| Stüfken           | 180                    | Flurname | 14. Nov. 1935       | Die Straße liegt zwischen Wintgenstraße und Knappenstiege. |                                                   |
| Velberter Straße  | 445 (im Stadtteil)     | Hauptausfallstraße nach Velbert                                                                             | 10. Mai 1898        | Ein Teil der Velberter Straße in Werden verläuft über die Grenze nach Fischlaken in östlicher Richtung und geht über in die Heidhauser Straße. Beide Straßen liegen entlang der Grenze zu Heidhausen. |                                                   |
| Viehauser Berg    | 895 (im Stadtteil)     | Hof Viehausen                                                                                               | 2. Juni 1922        | Die Straße ist in einem Pachtbuch des 16. Jahrhunderts als „Vehuser gaite“ genannt. Die Straße verläuft von der Grenze zu Werden im Westen über Auf'm Kahr und Kruselbeek bis zur Bernhardstraße. |                                                   |
| Weinberg          | 50                     | Flurname | 26. Feb. 1907       | Die Straße liegt nahe an der Grenze zu Werden und den Straßen Rebstock und Rebenranke. |                                                   |
| Wintgenhof        | 260                    | Kotten Wintgen                                                                                              | 5. Aug. 1936        | Die Straße verläuft westlich der Wintgenstraße bogenförmig über Rebenranke zum Lürsweg. |                                                   |
| Wintgenstraße     | 320                    | Kotten Wintgen                                                                                              | 2. Juni 1922        | Die Wintgenstraße verbindet den Lürsweg mit der Heidhauser Straße im Süden. |                                                   |
| Zimmermannstraße  | 1310 (im Stadtteil)    | Kotten Zimmermann                                                                                           | 2. Juni 1922        | Von der Grenze zu Werden im Westen verläuft die Zimmermannstraße östlich und kreuzt Auf'm Kahr, Bernhardstraße, Am Schmalscheid und endet an den Fischlaker Höfe. Dabei führt sie an den Fluren „Im großen Feld“, „Fischleker Mark“, „Dodeller Wald“, „Auf'm hohen Kreuz“, „Oben im Feld“ und dem „Stiftsberg“ vorbei. |                                                   |

## Liste ehemaliger Straßennamen
Die Liste ehemaliger Straßennamen erhebt keinen Anspruch auf Vollständigkeit.
| Name                | von          | bis           | umbenannt in (aktuell)           | Herleitung | Bemerkungen |
| ------------------- | ------------ | ------------- | -------------------------------- | ---------- | --- |
| A-Straße            | um 1881      | 20. Nov. 1937 |                                  |            | Die Straßen der ursprünglichen Bergarbeiterkolonie der Zeche Bonifacius waren zunächst nach Buchstaben sortiert von A bis H benannt. Nachdem sich diese Benennung als unzweckmäßig erwies, wurden die Straßen überwiegend nach Zechen benannt, die, wie die Zeche Bonifacius, zur Gelsenkirchener Bergwerks-AG gehörten.                                      |
| Am hohen Kreuz      | 2. Juni 1922 | 15. Juli 1957 | → Am Hohen Kreuz                 |            | Der Straßenname hat sich 1957 leicht verändert, indem das Adjektiv "hohen" großgeschrieben wurde. |
| Hafenstraße         | ursprünglich | 8. Mai 1933   | → Hardenbergufer                 |            | |
| Hermannstraße       | 2. Juni 1922 | 20. Nov. 1937 | → Alinenhöhe                     |            | |
| Hippenstraße        | ursprünglich | 2. Juni 1922  | → Peterstraße (aktuell Am Lünik) |            | |
| Hüsgenweg           | 2. Juni 1922 | 20. Nov. 1937 | → Zimmermannstraße               |            | Der Hüsgenweg lag zwischen der heutigen Bernhardstraße und der Straße Fischlaker Höfe. |
| Im Hespertal        | 2. Juni 1922 | 20. Nov. 1937 | → Hespertal                      |            | |
| In den Höfen        | 2. Juni 1922 | 16. Dez. 1970 | → Fischlaker Höfe                |            | |
| Kotthausstraße      | 2. Juni 1922 | 14. Nov. 1935 | → Stüfken                        |            | |
| Ottostraße          | 2. Juni 1922 | 20. Nov. 1937 | → Leanderbank                    |            | |
| Paulstraße          | 2. Juni 1922 | 25. Feb. 1937 | → Scheppener Weg                 |            | Die Paulstraße wurde umbenannt in Scheppener Weg. An ihrem südlichen Ende befinden sich weitere Straßen mit männlichen Vornamen: Aloisstraße, Hermannstraße (aktuell Alinenhöhe) und Ottostraße (aktuell Leanderbank). In diesem Bereich befindet sich aktuell ein Friedhof. Dort war die ehemalige Zeche Paul und Aline, die der Paulstraße ihren Namen gab. |
| Peterstraße         | 2. Juni 1922 | 20. Nov. 1937 | → Am Lünink                      |            | |
| Pörtingsiepenstraße | 2. Juni 1922 | 20. Nov. 1937 | → Pörtingsiepen                  |            | |